# ANDHDM2S
ANDHDM2S（Androidスティック with DUALCORE）とは、サンコーが提供しているスティック型Android端末（ドングル型セットトップボックス）。2012年6月22日販売開始。

## 概要
HDMIを使いテレビやディスプレイと接続して利用する。Google Play対応。

## 仕様
| 製品名           | ANDHDM2S (Androidスティック with DUALCORE)                                  |
| OS               | Android 2.3                                                                 |
| 映像・音声出力   | HDMI 1.3                                                                    |
| USB              | USB ホスト × 1                                                              |
| イーサーネット   | 非搭載                                                                      |
| 無線LAN          | IEEE 802.11 b/g/n                                                           |
| Bluetooth        | 非搭載                                                                      |
| CPU              | Renesas EV2 (ARM Cortex-A9 デュアルコア) 533MHz CPU 2コア 合算表記 1.06 GHz |
| DRAM             | 512MB                                                                       |
| フラッシュメモリ | 4GB                                                                         |
| 外部ストレージ   | microSD                                                                     |
| 大きさ           | 93×82×113mm                                                                 |
| 重さ             | 200g                                                                        |
| 電源             | マイクロUSB                                                                 |